# Studio Laren
Studio Laren was een muziekensemble dat bestond tussen 1965 en 2000. De naam verwijst naar Laren (Noord-Holland), waar oprichtster Marijke Ferguson woonde na haar echtscheiding van Kees Otten. Daarna opereerde het ensemble vooral vanuit Amsterdam; er werd geconcerteerd in Vinkenstraat 28 (Pand Brandaan), Weteringstraat en het souterrain van Amstel 242.
Het werd in 1965 opgericht onder initiatief van Marijke Ferguson. Zij wilde een ensemble dat zich specialiseerde in middeleeuwse en renaissancemuziek en er tegelijkertijd onderzoek naar deed. De Algemene muziek encyclopedie omschreef twee doelstellingen:
a): Het brengen van concertantes, themaprogramma’s waarin een bepaalde periode uit de middeleeuwen aan de orde wordt gesteld
b): Het maken van muziektheaterproducties waarin het element theater even zwaar telt als de muziek.
Bij het eerste verzorgde programma (Het muzikaal kabinet) dat werd samengesteld voor de NCRV waren naast Ferguson Maria Suchel, Simon Meerdink, Carel Willink (zangers), Victoria Hampe en Marijke Smit Sibinga betrokken. Het ensemble was gebouwd rond een steeds wisselende vaste kern met inschakeling van gastmusici. Zo bestond in 1983 de vaste kern uit Barbara Borden (soporaan), Piet Brummer, Jan Goorissen en Marijke Ferhuson zelf, nog steeds artistieke leiding. Gastmusici rond 1983 waren onder meer Marianne Blok (sopraan), Donald de Marcas (spreekstem), Jaap van Maarleveld (acteur) en Frank Misero (beweging, dans). Bij uitvoeringen werd al dan niet gebruik gemaakt van middeleeuwse muziekinstrumenten. 
Vanuit de basis verzorgde het gesubsidieerde Studio Laren menig symposium over middeleeuwse muziek voor bijvoorbeeld de Nederlandse Omroep Stichting. Er waren voorts concertreizen over de gehele wereld. Ze traden op tijdens Holland Festivals, Festival Oude Muziek (in Utrecht) en het Festival van Vlaanderen. Het ensemble vond in eerste instantie onderdak bij de VARA meest via de radiozender Hilversum 2, maar later op Hilversum 4.
In 2000 viel het doek, een jaar nadat drie compact discs uitgegeven werden met tot dan toe nog niet vrijgegeven opnamen onder de titel Middeleeuwen in de oren van nu. Ferguson (dan 72 jaar oud) gaf aan dat het organiseren en produceren haar te veel energie kostte ten opzichte van de energie die het opleverde. Bovendien brak een gebrek aan vaste structuur (een school van ...) het ensemble op. Het laatste concert vond plaats op 26 maart 2000; in de Amstelkerk, Amsterdam-Centrum. Ferguson hield aan al haar arbeid een Karolingisch orgeltje over en een koninklijke onderscheiding over.
Soortgelijke ensembles waren het Duitse Studio der frühen Music, The Early Music Consort of London, Les Menestrels en Camerata Trajectina.